# Meir Bosak
Meir Bosak (ur. 21 maja 1912 w Krakowie, zm. 20 listopada 1992) – polski historyk, pisarz i poeta pochodzenia żydowskiego, tworzący w języku polskim i hebrajskim.

## Życiorys
Urodził się w 1912 roku w rodzinie żydowskiej, ukończył Gimnazjum Hebrajskie w Krakowie. Uzyskał wyższe wykształcenie na Uniwersytecie Warszawskim równocześnie ucząc się w Kolegium Studiów Żydowskich w Warszawie. Uzyskał stopień magistra na podstawie pracy pt. Historia krakowskich Żydów w XIX wieku, napisanej pod kierunkiem prof. Majera Bałabana. Od 1929 publikował artykuły w prasie polskiej i hebrajskiej. Do wybuchu II wojny światowej nauczał w Hebrajskim Gimnazjum w Krakowie.
Po inwazji wojsk niemieckich, został przeniesiony wraz z Żydami do krakowskiego getta, następnie do niemieckiego obozu pracy przymusowej w Płaszowie. Przetrwał do końca wojny pracując w fabryce Oskara Schindlera. W 1946 roku poślubił Lucję Panzer. W 1949 roku wyemigrował do Izraela. W Tel Awiwie pracował jako nauczyciel i angażował się literacko.

## Praca
Opublikował w języku hebrajskim i polskim ponad dwadzieścia tomów poezji i prozy, opracowań historycznych o Żydach w Polsce i esejów na temat literatury hebrajskiej, za które został wielokrotnie nagrodzony.

## Książki
- Be-noga ha-sne (1933),
- We-at(t)a ejni raatcha (1957),
- Ba-rik(k)ud ke-neged ha-lewana (1960),
- Achar esrim szana (1963),
- Mul chalal u-demama (1966)[3].